# Mitsuo Kato
Mitsuo Kato, född 22 januari 1953 i Japan, är en japansk tidigare fotbollsspelare.